# Simala-Schrein
Das Kloster der Heiligen Eucharistie, auch bekannt als Unsere Dame des Lindogon-Schreins und üblicherweise als Simala-Schrein oder Simala-Gemeindekirche bezeichnet, ist eine Römisch-katholische Pilgerkirche, die der Heiligen Maria in Sibonga, Cebu, Philippinen gewidmet ist.
Die Bauten wurden absichtlich auf einer natürlichen Erhöhung errichtet, die von den Pilgern über Treppenstufen erklommen werden muss.

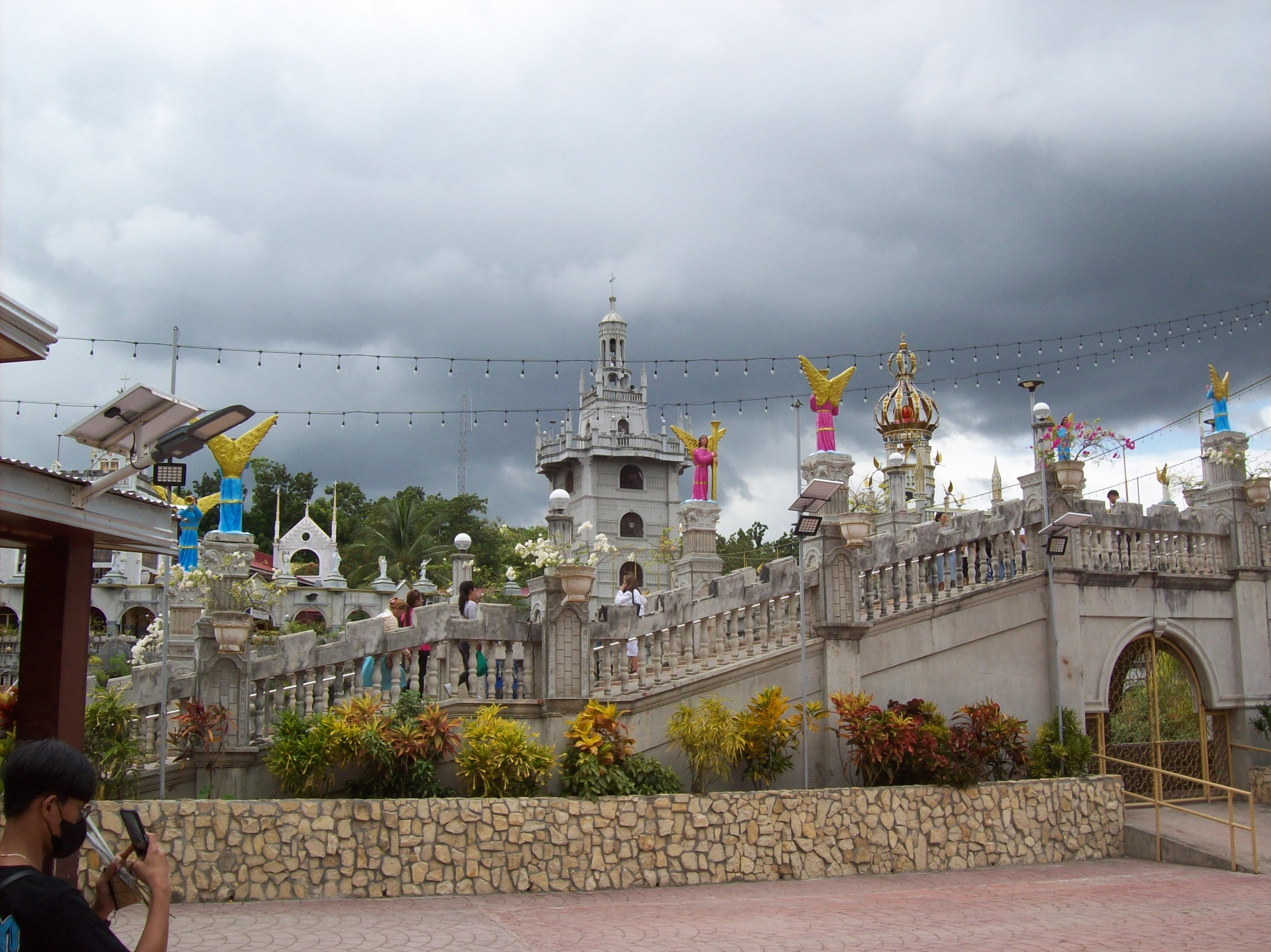
Treppe vom Unterplateau

## Bedeutung

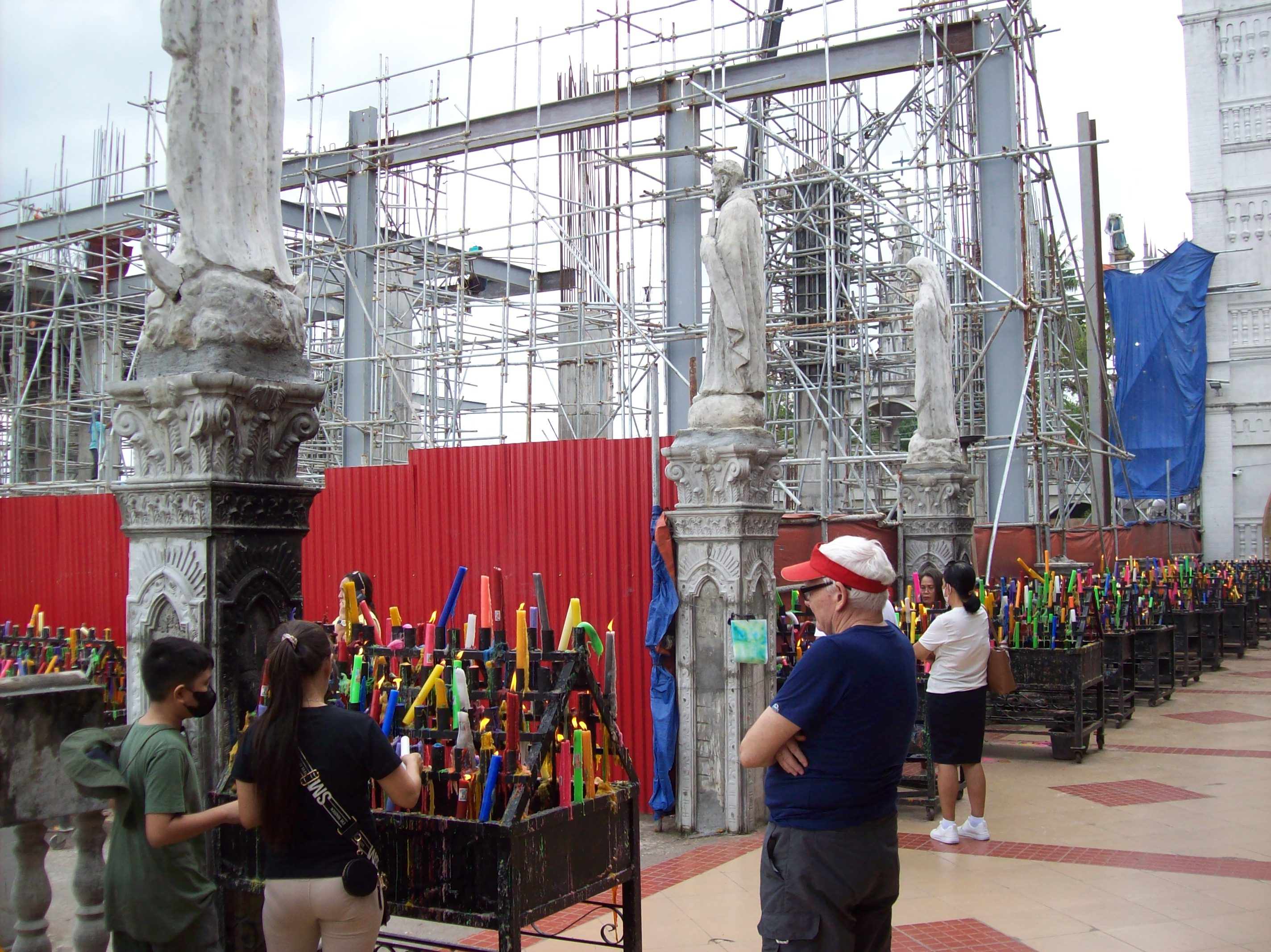
Die Opferkerzen werden im Außenbereich entzündet. Im Hintergrund weitere Bautätigkeit.

Der Simala-Schrein ist eine Römisch-katholische Pilgerstätte. Sie beherbergt eine große Statue und eine Anzahl Gemälde Unserer Dame von Lindogon, die zuerst im Jahre 1998 an der heiligen Marias Geburtstag, dem 8. September, blutige Tränen vergossen und somit eine große Anzahl an Denguefieber Erkrankte geheilt habe. Gläubige der Muttergottes sehen sie so als wunderwirkend an. Entsprechend beherbergt das Innere auch eine große Anzahl von Rollstühlen, Krückstöcken und Gehhilfen mit dazugehörigen Briefen und Dokumenten, in den wundersam Geheilte ihre Geschichte bezeugen. Die Darstellung hat seitdem den Aussagen nach noch vier weitere Male, zuletzt am 8. September 2016, blutige Tränen vergossen.